# Robert Weber (Offizier)

Robert Weber (zwischen 1914 und 1918)

Robert Weber (* 13. Juni 1849 in Wollishofen, heute Quartier der Stadt Zürich; † 14. Mai 1931 in Zürich; heimatberechtigt in Wollishofen sowie seit 1886 in Zürich) war ein Schweizer Offizier, zuletzt im Range eines Korpskommandanten sowie Architekt.

## Leben

### Familie und Beruf
Der reformiert getaufte, aus Wollishofen im Kanton Zürich stammende Robert Weber, Sohn des Weinhändlers und Gastwirts Johannes Weber und dessen Ehefrau Anna geborene Schmid, absolvierte nach dem Erwerb der eidgenössischen Maturität das Studium der Architektur und eine militärwissenschaftliche Ausbildung am Eidgenössischen Polytechnikum Zürich. Robert Weber war in erster Ehe mit Anna Meyer, in zweiter Ehe mit Sophie Kündig und in dritter Ehe mit Luise, der Tochter des Pfarrers Karl Gottlieb Wegmann verheiratet. Er verstarb Mitte Mai 1931 einen Monat vor Vollendung seines 82. Lebensjahres in Zürich.

### Beruflicher Werdegang
Robert Weber bekleidete nach seinem Studienabschluss Stellen als Architekt an verschiedenen Orten der Schweiz und Deutschlands. 1876 trat Weber im Range eines Hauptmanns, in der Funktion eines Instruktionsoffiziers der Genietruppen, in den Militärdienst ein, 1891 wechselte der zum ständigen Stabsoffizier ernannte Weber an das Eidgenössische Militärdepartement nach Bern. 1901 erfolgte Robert Webers Bestellung zum Waffenschef der Genietruppen, 1914 zum Geniechef der Armee, eine Funktion, von der 1918 zurücktrat. Der 1908 zum Divisionär, 1918 zum Oberkorpskommandanten beförderte Weber wurde gemäß seinem Ansuchen sowie unter Würdigung seiner geleisteten Dienste 1924 aus seiner Stelle als Waffenchef der Genietruppen entlassen. Weber, der verantwortlich zeichnete für die Schaffung des Korps der Ingenieuroffiziere, trat insbesondere mit Publikationen zur Wehrfrage hervor. Robert Weber war federführend am Ausbau des Landesverteidigungssystems beteiligt.

## Veröffentlichungen
- Die deutsch-französischen Grenzfestungen und die Landesbefestigungsfrage : Militärgeographische Betrachtungen eines Milizoffiziers, Orell Füssli, Zürich, 1880
- Die Vermehrung der Gebirgs-Artillerie : SA. aus der National-Zeitung, National-Zeitung, Basel, 1891
- Zur Wehrfrage : Kritische Bemerkungen über die Organisation der schweizerischen Infanterie, in: Schweizer Zeitfragen, 24, Orell Füssli, Zürich, 1893
- Aus dem Feldzuge in Thessalien 1897 : Erinnerungen und Studien eines schweizerischen Offiziers, in: Neujahrsblatt der Feuerwerker-Gesellschaft in Zürich, 93, Orell Füssli, Zürich, 1898
- Die strategische Bedeutung der Schweiz in den Feldzügen des verflossenen Jahrhunderts und an der Schwelle des zwanzigsten: Nach einem Vortrage, Verlag der Haller'schen Buchdruckerei, Bern, 1898
- Armee und Geniewaffe : Nach einem Vortrag, gehalten im Offiziersverein der Stadt Bern, Haller, Bern, 1902
- Grundsätze der Schlachtfeld-Befestigung und des Kampfes um verschanzte Stellungen, Haller, Bern, 1904
- Die Interessen der Landes-Verteidigung an einer Normalspurigen Brünigbahn und an ihrem Teilstück Interlaken-Brienz-Meiringen : Vortrag, gehalten im Offiziersverein Interlaken, Komm. A. Francke, Bern, 1906
- Uebersicht der Schweizer Kriegsgeschichte, Verlag des eidgenössischen Oberkriegskommissariats, Bern, 1925
- Soll die Schweiz abrüsten? : Über Aufgabe und Bedeutung des schweizerischen Wehrwesens, in: Schweizerische Politik, 5, Leemann, Zürich, 1931